# نيكولاس بورتر إيرب
نيكولاس بورتر إيرب (بالإنجليزية: Nicholas Porter Earp)‏ هو جندي أمريكي، ولد في 6 سبتمبر 1813 في مقاطعة لينكن في الولايات المتحدة، وتوفي في 12 فبراير 1907 في Sawtelle, Los Angeles ‏ في الولايات المتحدة.